# Абдулазіз Лаваль
Абдулазіз Лаваль Абідемі (англ. Abdulaziz Lawal Abidemi; нар. 20 грудня 1992, Нігерія) — нігерійський футболіст, захисник білоруського «Молодечно-2018».

## Життєпис
На початку 2011 року проходив перегляд у столичному «Динамо», однак у підсумку став гравцем «Нафтана», з яким підписав 5-річний контракт. У складі новополоцького клубу тривалий час виступав за дубль. У першій половині сезону 2013 року, коли головним тренером новополочан був Павло Кучеров, став залучатися до основної команди, але тоді так і не дебютував за неї, а згодом знову став виступати лише за дубль.
Влітку 2015 року приєднався до основи «Нафтана». 16 серпня 2015 року дебютував у Вищій лізі, вийшов на заміну Євгену Єлезаренко наприкінці матчу з «Вітебськом» (3:0). Згодом закріпився у стартовому складі новополочан. У першій половині сезону 2016 року рідко з'являвся на полі через травми, але згодом повернув місце в старті. У сезоні 2017 року був одним із основних опорних півзахисників новополочан, але не зумів врятувати команду від вильоту до Першої ліги.
У 2022 році разом із клубом став чемпіоном Першої ліги. У лютому 2023 року продовжив контракт із клубом. Однак через декілька тижнів покинув клуб, розірвав контракт за згодою сторін. Всього за клуб провів 198 матчів у всіх турнірах, у яких відзначився 8-ма забитими м'ячами та 3-ма результативними передачами.
У лютому 2023 року з'явилася інформація, що футболіст поповнить лави «Орші». Офіційно приєднався до оршанського клубу вільним агентом 28 лютого 2023 року. Дебютував за клуб 2 квітня 2023 року у матчі проти могильовського «Дніпра», в якому вийшов на поле у стартовому складі. Дебютним голом за клуб відзначився 26 серпня 2023 року у матчі проти гомельського «Локомотива». Протягом сезону був одним із ключових гравців оршанського клубу, відзначився своїм єдиним забитим м'ячем. Після закінчення терміну дії контракту футболіст покинув клуб.
У грудні 2023 року з'явилася інформація, що футболіст стане гравцем «Молодечно-2018». У січні 2024 року офіційно перейшов до «Молодечно-2018».

## Статистика виступів

### Клубна
| Сезон | Дивізіон | Клуб     | Країна   | Матчі | Голи |
| ----- | -------- | -------- | -------- | ----- | ---- |
| 2011  | дубль    | «Нафтан» | Білорусь | 0     | 0    |
| 2012  | дубль    | «Нафтан» | Білорусь | 28    | 4    |
| 2013  | дубль    | «Нафтан» | Білорусь | 22    | 0    |
| 2014  | дубль    | «Нафтан» | Білорусь | 27    | 0    |
| 2015  | Д1       | «Нафтан» | Білорусь | 9     | 0    |
| 2016  | Д1       | «Нафтан» | Білорусь | 16    | 0    |
| 2017  | Д1       | «Нафтан» | Білорусь | 28    | 0    |
| 2018  | Д2       | «Нафтан» | Білорусь | 27    | 0    |
| 2019  | Д2       | «Нафтан» | Білорусь | 26    | 4    |
| 2020  | Д2       | «Нафтан» | Білорусь | 24    | 1    |
| 2021  | Д2       | «Нафтан» | Білорусь | 29    | 0    |
| 2022  | Д2       | «Нафтан» | Білорусь | 22    | 2    |
| 2023  | Д        | «Орша»   | Білорусь | 31    | 1    |

## Досягнення
«Нафтан»
- Перша ліга Білорусі
  -  Чемпіон (1): 2022

«Молодечно-2018»
- Перша ліга Білорусі
  -  Чемпіон (1): 2024